# Idrissa Thiam
Idrissa Thiam (Nuakchot, Mauritania, 2 de septiembre de 2000) es un futbolista mauritano que juega como delantero en el Al-Kharitiyath S. C. de la Segunda División de Catar. Es internacional con la selección de fútbol de Mauritania.

## Trayectoria
Nacido en Sebkha, se formó en el ASAC Concorde, con el que llegó a debutar en la Liga mauritana de fútbol en la temporada 2017-18.[cita requerida]
En septiembre de 2019 llegó al Cádiz Club de Fútbol "B" en calidad de cedido por dos temporadas. El 26 de enero de 2021 se interrumpió la cesión tras disputar diez partidos y anotar un gol en temporada y media.
Días más tarde firmó por la Penya Deportiva. En marzo de 2021, sin debutar, volvió a su club de origen.[cita requerida]
El 31 de enero de 2022 regresó a España tras firmar un contrato de dos temporadas con el C. D. Lugo, alternando el primer equipo con el filial.

## Selección nacional
Ha sido internacional con la selección de fútbol de Mauritania, con la que disputó la Copa Africana de Naciones 2021, disputando 4 partidos.

## Clubes
| Club                     | País       | Año       |
| ------------------------ | ---------- | --------- |
| ASAC Concorde            | Mauritania | 2017-2022 |
| Cádiz C. F. "B" (cedido) | España     | 2019-2021 |
| Penya Deportiva (cedido) | España     | 2021      |
| C. D. Lugo               | España     | 2022-2023 |
| Al-Mesaimeer S. C.       | Catar      | 2023-2024 |
| Al-Kharitiyath S. C.     | Catar      | 2024-     |